# Le Plessis-Sainte-Opportune
Pour les articles homonymes, voir Le Plessis.
Le Plessis-Sainte-Opportune est une commune française située dans le département de l'Eure, en région Normandie.

## Géographie

### Localisation
La commune du Plessis-Sainte-Opportune se situe au centre du département de l'Eure en région Normandie. Elle appartient à la région naturelle de la campagne du Neubourg qui se caractérise par un paysage plat et ouvert, dit en openfield, c'est-à-dire composé de grandes étendues de cultures. Son territoire est compris entre la vallée de la Risle, à l'ouest, qui marque la limite avec le pays d'Ouche et la ville du Neubourg, au nord-est. Seule sa partie sud-ouest, à proximité de la vallée de la Risle, présent un caractère boisé et végétal ; le reste étant très largement occupé par des parcelles consacrées à la culture. À vol d'oiseau, la commune est à 10 km au sud-ouest du Neubourg, à 20 km à l'est de Bernay, à 21 km à l'ouest d'Évreux et à 44,5 km au sud-ouest de Rouen.
| Barc              | Bray, Combon             | Combon    |
| Grosley-sur-Risle | Plessis-Sainte-Opportune | Combon    |
|                   | Barquet                  | Émanville |

### Hydrographie
La commune est située dans le bassin Seine-Normandie. Elle n'est drainée par aucun cours d'eau,.

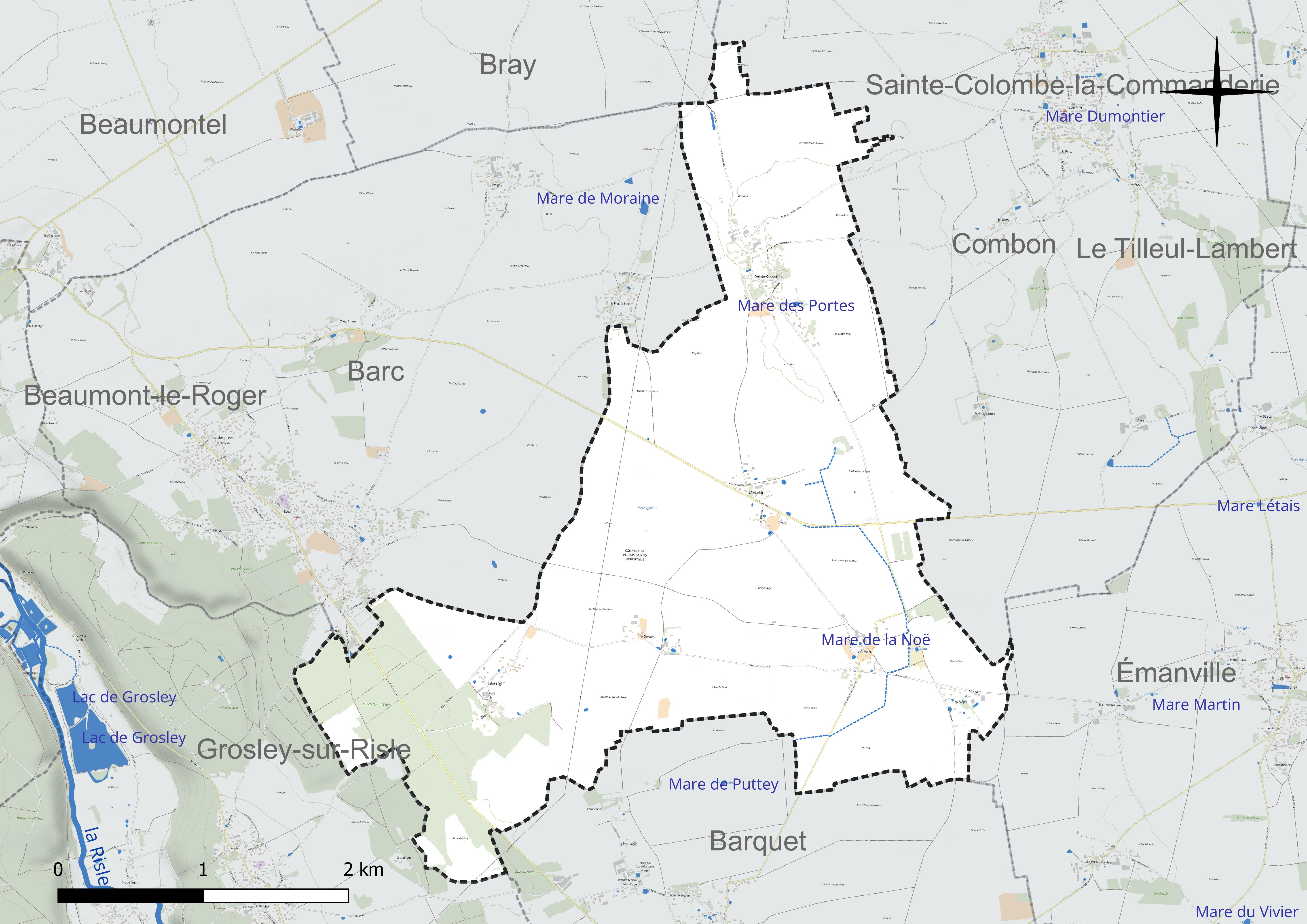
Réseau hydrographique du Plessis-Sainte-Opportune.

Deux plans d'eau complètent le réseau hydrographique : la mare de la Noë (0,1 ha) et la mare des Portes (0,1 ha),.

### Climat
Pour des articles plus généraux, voir Climat de la Normandie et Climat de l'Eure.
En 2010, le climat de la commune est de type climat océanique dégradé des plaines du Centre et du Nord, selon une étude du CNRS s'appuyant sur une série de données couvrant la période 1971-2000. En 2020, Météo-France publie une typologie des climats de la France métropolitaine dans laquelle la commune est exposée à un climat océanique et est dans la région climatique  Côtes de la Manche orientale, caractérisée par un faible ensoleillement (1 550 h/an) ; forte humidité de l’air (plus de 20 h/jour avec humidité relative > 80 % en hiver), vents forts fréquents. Parallèlement le GIEC normand, un groupe régional d’experts sur le climat, différencie quant à lui, dans une étude de 2020, trois grands types de climats pour la région Normandie, nuancés à une échelle plus fine par les facteurs géographiques locaux. La commune est, selon ce zonage, exposée à un « climat des plateaux abrités », correspondant aux plaines agricoles de l’Eure, avec une pluviométrie beaucoup plus faible que dans la plaine de Caen en raison du double effet d’abri provoqué par les collines du Bocage normand et par celles qui s’étendent sur un axe du Pays d'Auge au Perche.
Pour la période 1971-2000, la température annuelle moyenne est de 10,2 °C, avec  une amplitude thermique annuelle de 13,6 °C. Le cumul annuel moyen de précipitations est de 715 mm, avec 11,7 jours de précipitations en janvier et 8,4 jours en juillet. Pour la période 1991-2020, la température moyenne annuelle observée sur la station météorologique la plus proche, située sur la commune de Brionne à 17 km à vol d'oiseau, est de 11,5 °C et le cumul annuel moyen de précipitations est de 791,7 mm,. Pour l'avenir, les paramètres climatiques de la commune estimés pour 2050 selon différents scénarios d’émission de gaz à effet de serre sont consultables sur un site dédié publié par Météo-France en novembre 2022.

## Urbanisme

### Typologie
Au 1er janvier 2024, Le Plessis-Sainte-Opportune est catégorisée commune rurale à habitat très dispersé, selon la nouvelle grille communale de densité à 7 niveaux définie par l'Insee en 2022.
Elle est située hors unité urbaine. Par ailleurs la commune fait partie de l'aire d'attraction d'Évreux, dont elle est une commune de la couronne,. Cette aire, qui regroupe 108 communes, est catégorisée dans les aires de 50 000 à moins de 200 000 habitants,.

### Occupation des sols
L'occupation des sols de la commune, telle qu'elle ressort de la base de données européenne d’occupation biophysique des sols Corine Land Cover (CLC), est marquée par l'importance des territoires agricoles (90,7 % en 2018), une proportion identique à celle de 1990 (90,7 %). La répartition détaillée en 2018 est la suivante : 
terres arables (81,4 %), forêts (9,3 %), zones agricoles hétérogènes (7 %), prairies (2,3 %). L'évolution de l’occupation des sols de la commune et de ses infrastructures peut être observée sur les différentes représentations cartographiques du territoire : la carte de Cassini (XVIIIe siècle), la carte d'état-major (1820-1866) et les cartes ou photos aériennes de l'IGN pour la période actuelle (1950 à aujourd'hui).

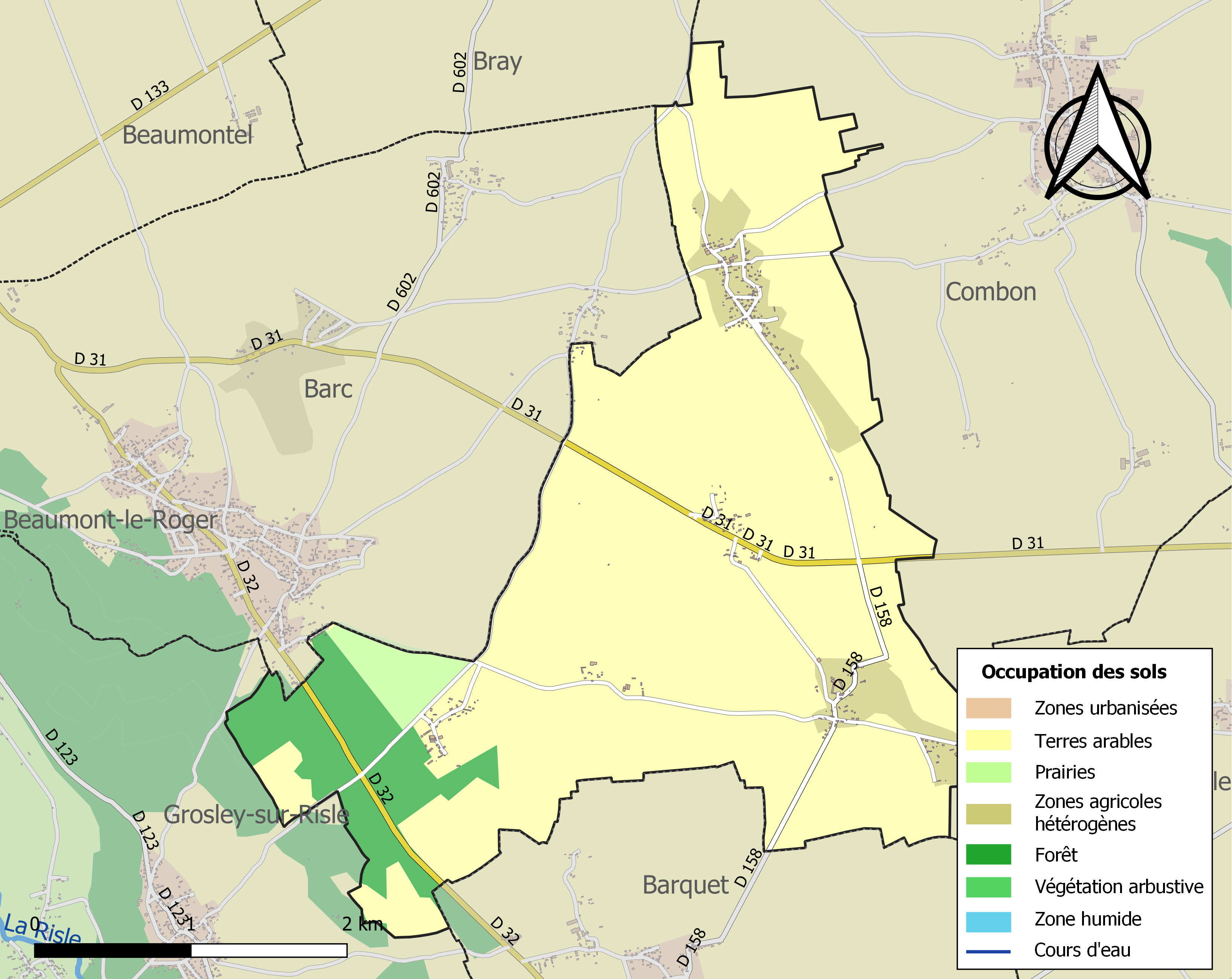
Carte des infrastructures et de l'occupation des sols de la commune en 2018 (CLC).

## Toponymie
Le toponyme est issu du regroupement des communes de Plessis-Mahiet et de Sainte-Opportune-la-Campagne en 1846.
L'ancien français plessis désigne généralement un enclos formé de branches entrelacées, pouvant servir de protection.
La paroisse est dédiée à Sainte Opportune, née à Exmes vers 720 près d'Argentan qui était abbesse de Monastériolum situé pense-t-on à  Montreuil-la-Cambe.

## Histoire
La commune du Plessis-Sainte-Opportune a été créée en 1846 à la suite du regroupement des communes de Plessis-Mahiet et de Sainte-Opportune-la-Campagne (qui s'était déjà elle-même regroupée à Saint-Léger-le-Gautier en 1792).

## Politique et administration
| Période                                  | Période  | Identité            | Étiquette | Qualité                             |
| ---------------------------------------- | -------- | ------------------- | --------- | ----------------------------------- |
| 2001                                     | 2014     | Guy Foulogne        | SE        |                                     |
| 2014                                     | 2016     | Catherine Desfresne | SE        | Fonctionnaire Décédée en fonction,. |
| 2016                                     | 2020     | Patrick Annest      | SE        | Retraité                            |
| 2020                                     | En cours | Lucette Leclercq    | SE        | Retraitée                           |
| Les données manquantes sont à compléter. |          |                     |           |                                     |

## Démographie
L'évolution du nombre d'habitants est connue à travers les recensements de la population effectués dans la commune depuis 1793. Pour les communes de moins de 10 000 habitants, une enquête de recensement portant sur toute la population est réalisée tous les cinq ans, les populations de référence des années intermédiaires étant quant à elles estimées par interpolation ou extrapolation. Pour la commune, le premier recensement exhaustif entrant dans le cadre du nouveau dispositif a été réalisé en 2004.

En 2022, la commune comptait 355 habitants, en évolution de +6,29 % par rapport à 2016 (Eure : −0,25 %, France hors Mayotte : +2,11 %).
| 1793 | 1800 | 1806 | 1821 | 1831 | 1836 | 1841 | 1846 | 1851 |
| ---- | ---- | ---- | ---- | ---- | ---- | ---- | ---- | ---- |
| 170  | 254  | 229  | 245  | 239  | 221  | 200  | 444  | 457  |

| 1856 | 1861 | 1866 | 1872 | 1876 | 1881 | 1886 | 1891 | 1896 |
| ---- | ---- | ---- | ---- | ---- | ---- | ---- | ---- | ---- |
| 417  | 447  | 383  | 408  | 411  | 382  | 366  | 325  | 293  |

| 1901 | 1906 | 1911 | 1921 | 1926 | 1931 | 1936 | 1946 | 1954 |
| ---- | ---- | ---- | ---- | ---- | ---- | ---- | ---- | ---- |
| 291  | 275  | 244  | 205  | 233  | 250  | 226  | 243  | 234  |

| 1962 | 1968 | 1975 | 1982 | 1990 | 1999 | 2004 | 2006 | 2009 |
| ---- | ---- | ---- | ---- | ---- | ---- | ---- | ---- | ---- |
| 252  | 244  | 190  | 220  | 246  | 252  | 245  | 242  | 275  |

| 2014 | 2019 | 2022 | - | - | - | - | - | - |
| ---- | ---- | ---- | - | - | - | - | - | - |
| 323  | 336  | 355  | - | - | - | - | - | - |

## Culture locale et patrimoine

### Lieux et monuments

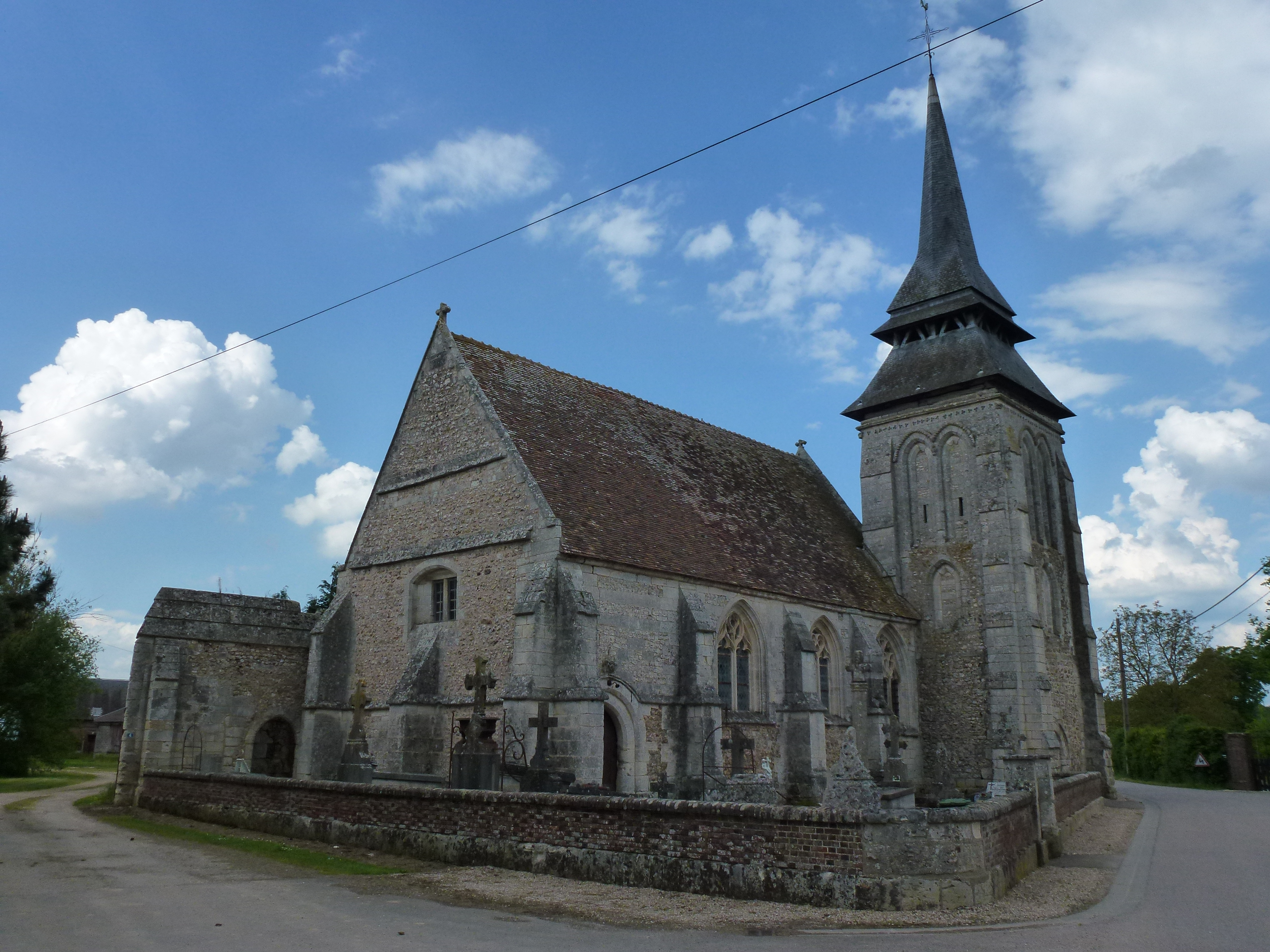
L'église Saint-André du Plessis.

La commune du Plessis-Sainte-Opportune compte trois édifices inscrits et classés au titre des monuments historiques :
- l'église Saint-André (XIVe et XVIe) au lieu-dit le Plessis,  Classé MH (1921)[30] ;
- l'église Sainte-Opportune (XIIIe, XVe, XVIe et XVIIe) au lieu-dit Sainte-Opportune,  Inscrit MH (1961)[31]. L'inscription concerne l'église ainsi que le cimetière qui l'entoure ;
- le château de Saint-Léger (XIIe, XVIIe, XVIIIe et XIXe),  Inscrit MH (1976)[32]. Cette inscription concerne également la chapelle Saint-Léger (XIIIe ?, XVIIe et XVIIIe)[33]. Ces deux édifices sont la propriété d'une société privée.

Par ailleurs, plusieurs autres monuments sont inscrits à l'inventaire général du patrimoine culturel :
- l'église Saint-Pierre (XVIe) au lieu-dit la Huanière[34] ;
- un manoir, prieuré des XVe et XVIIIe siècles au lieu-dit le Plessis[35] ;
- un manoir du XVIIIe siècle au lieu-dit le Chesnay[36] ;
- un édifice fortifié (Antiquité ou Moyen Âge ?) au lieu-dit les Bruyères-de-Tiron[37] ;
- une maison du XVIIIe siècle au lieu-dit les Auges[38].

### Patrimoine naturel

#### ZNIEFF de type 1
- La mare des portes à Sainte-Opportune[39] ;
- La mare des coutures des Ruelles[40] ;
- La mare de la Huanière[41].

#### ZNIEFF de type 2
- La vallée de la Risle de la Ferrière-sur-Risle à Brionne, la forêt de Beaumont, la basse vallée de la Charentonne[42].

#### Site inscrit
- La hêtraie de Saint-Léger,  Site inscrit (1947)[43].